# The Death of Tragedy (album de Tragedy Khadafi)
Albums de Tragedy Khadafi
Thug Matrix 2
(2006) Thug Matrix 3
(2011)
The Death of Tragedy est le sixième album studio de Tragedy Khadafi, sorti le 19 juin 2007.

## Liste des titres
| No  | Titre                                                                             | Contient un (des) sample(s) de | Durée |
| --- | --------------------------------------------------------------------------------- | ------------------------------ | ----- |
| 1.  | G-Formation (Produit par Havoc)                                                   |                                | 1:07  |
| 2.  | The Truest (Produit par Scram Jones)                                              |                                | 3:00  |
| 3.  | I Am the Streets (Produit par Betrayal)                                           | Dead Slow de Tonio Rubio       | 1:24  |
| 4.  | Murder By Numbers (Produit par GQ Beats)                                          |                                | 2:04  |
| 5.  | Crime Legacy (Produit par Now & Laterz)                                           |                                | 2:40  |
| 6.  | Sole Dead Brothers (featuring Shinobi et Christ Castro – Produit par Scram Jones) | Beats to the Rhyme de Run–DMC  | 2:34  |
| 7.  | Militain Mind State (Produit par Now & Laterz)                                    |                                | 1:08  |
| 8.  | Ryder Musik (Produit par GQ Beats)                                                |                                | 3:40  |
| 9.  | Emaculate G's (featuring Kool G Rap – Produit par Crack Val)                      |                                | 2:06  |
| 10. | Intimate Vision (Produit par GQ Beats)                                            |                                | 0:53  |
| 11. | Deja Vu (Produit par Now & Laterz)                                                | Deja Vu de Dionne Warwick      | 3:23  |
| 12. | If You Don't Know (Produit par Now & Laterz)                                      |                                | 1:44  |
| 13. | 25 to Life (featuring Milk Murder – Produit par GQ Beats)                         |                                | 3:25  |
| 14. | Elbouhio of Death (Produit par GQ Beats)                                          |                                | 1:19  |
| 15. | Milk Murder (Tribute) (featuring Milk Murder – Produit par The Alchemist)         |                                | 3:52  |
| 16. | Skit                                                                              |                                | 0:12  |

| 17. | Mind State (featuring Killa Sha – Produit par 4th Disciple) | 3:01 |